# Spuugkit
Een spuugkit is een pakketje bestaande uit een houder met een staafje waarmee iemand die bespuugd is, zoals een buschauffeur, het speeksel kan opvegen. Aan de hand van het opgeveegde speeksel kan het DNA van de dader worden vastgesteld.